# En honor a la verdad (álbum)
En Honor a la Verdad es el sexto álbum de estudio del rapero puertorriqueño Vico C y octava producción discográfica con canciones inéditas. Fue lanzado el 18 de noviembre de 2003 a través de EMI Latin. El álbum representa un punto culminante en la carrera del artista, otorgándole su segundo Grammy Latino como Mejor Álbum de Música Urbana en 2004 y alcanzando la certificación de Platino por la RIAA.
En Honor a la Verdad surgió de las experiencias personales más intensas del artista, siendo concebido durante su encarcelamiento en Miami por posesión de cocaína en 2002. El álbum representa tanto una reflexión personal profunda como una declaración artística sobre la honestidad y la redención, consolidando a Vico C como el "Filósofo del Rap" en la música urbana latina.

## Contexto y concepción
En Honor a la Verdad tiene su origen en uno de los períodos más difíciles de la vida de Vico C. Tras el lanzamiento de Emboscada en 2002, el artista recayó en problemas de adicción y fue arrestado en Miami por posesión de cocaína. Fue durante su tiempo en prisión que concibió las bases de lo que se convertiría en su álbum más introspectivo y exitoso comercialmente.
Según revela en el material audiovisual del making-of del álbum, Vico C escribió aproximadamente 17 canciones en menos de dos semanas durante su encarcelamiento, inspirándose en "vivencias personales" y creando lo que él describe como "una ensalada de sentimientos". Las letras surgieron como un mecanismo de catarsis, permitiéndole procesar tanto situaciones recientes como emociones que había guardado durante años.
El álbum fue producido inmediatamente después de su liberación, comenzando las grabaciones apenas dos días después de salir de prisión. Esta inmediatez le otorgó al proyecto una autenticidad emocional única, capturando las reflexiones más crudas del artista sobre su experiencia y su proceso de rehabilitación.

## Desarrollo y producción
La producción del álbum reunió a algunos de los productores más influyentes de la música urbana latina, incluyendo a Noriega (a quien Vico C denominó "el Beethoven del reguetón"), Echo, Luny Tunes, D'Mingo, DJ Blass y Menes. Esta colaboración multi-productores permitió una diversidad sonora que abarcó desde hip hop tradicional hasta las nuevas tendencias del reguetón.
El álbum se grabó en Miami, en un ambiente controlado que permitió al artista mantener su enfoque en la recuperación personal mientras creaba música. El proceso de grabación fue caracterizado por un perfeccionismo compartido entre Vico C y sus productores, buscando lo que el artista describe como un "producto sumamente bien hecho".

## Contenido temático y análisis lírico
En Honor a la Verdad aborda temas profundamente personales y sociales a través de la característica lírica consciente de Vico C. El álbum funciona como un "desahogo personal" que fusiona reflexiones sobre experiencias carcelarias, relaciones familiares, crítica social y espiritualidad.
La canción titular «En Honor a la Verdad» encapsula la filosofía central del álbum: la importancia de la honestidad personal y social, incluso cuando la verdad resulte dolorosa. «5 de Septiembre», dedicada a su hija Marangeli, ejemplifica la dimensión paternal del artista y su reflexión sobre la responsabilidad familiar.
«Mi Forma de Tiraera» representa la respuesta del artista a controversias previas en el género, utilizando el formato de "tiraera" (controversia entre raperos) para crear un mensaje constructivo en vez de destructivo. «Yerba Mala» aborda la violencia urbana desde la perspectiva de alguien que creció en el barrio Puerta de Tierra, ofreciendo una crítica a la glorificación de la criminalidad.

## Colaboraciones destacadas
El álbum presenta colaboraciones estratégicas que enriquecieron tanto su alcance musical como su impacto cultural:
- - «El Bueno, El Malo y El Feo»** con Eddie Dee y Tego Calderón se convirtió en un clásico del reguetón, reuniendo tres generaciones del rap y reguetón puertorriqueño. La colaboración fue conceptualizada como una representación de diferentes arquetipos en la música urbana, con cada artista adoptando uno de los roles del título.

- - «Para Mi Barrio»** con Tony Touch y D'Mingo sirvió como un puente entre el reguetón puertorriqueño de la isla y el de Nueva York, consolidando la universalidad del género urbano latino.

## Recepción y legado

### Recepción crítica
En Honor a la Verdad fue aclamado por la crítica como una obra maestra del rap en español. Los críticos elogiaron la madurez lírica del artista, su capacidad para abordar temas personales sin perder relevancia social, y la calidad de producción del álbum. La obra fue reconocida por combinar introspección personal con crítica social constructiva.

### Reconocimientos
El álbum obtuvo el reconocimiento más importante en la carrera de Vico C:
- **Premios Grammy Latinos 2004** - Mejor Álbum de Música Urbana (Ganador)[3]
- **RIAA** - Certificación de Platino[2]

### Impacto cultural
En Honor a la Verdad estableció nuevos estándares para la música urbana latina en términos de profundidad lírica y producción. El álbum demostró que el reguetón y el rap latino podían abordar temas serios sin sacrificar calidad musical o relevancia comercial.
Las colaboraciones del álbum, particularmente «El Bueno, El Malo y El Feo», fueron posteriormente incluidas en compilaciones importantes como Guatauba - The Kings of New York, Vol. 2, consolidando su estatus como clásicos del género.

## Sencillos
«En Honor a la Verdad», la canción titular, sirvió como primer sencillo en octubre de 2003, estableciendo el tono introspectivo del álbum.
«5 de Septiembre» fue lanzado en diciembre de 2003, ganando popularidad por su mensaje familiar y su versatilidad, existiendo tanto en versión acústica como en remix de reguetón.
«El Bueno, El Malo y El Feo» fue lanzado en marzo de 2004, convirtiéndose en uno de los sencillos más exitosos del álbum y un clásico del reguetón.

## Lista de canciones
| N.º   | Título                                       | Artista(s) invitado(s)    | Duración |  |
| 1.    | «Intro»                                      |                           | 1:15     |  |
| 2.    | «En Honor a la Verdad»                       |                           | 4:32     |  |
| 3.    | «Capicú»                                     |                           | 3:45     |  |
| 4.    | «5 de Septiembre (Versión Acústica)»         |                           | 4:18     |  |
| 5.    | «Flowowow»                                   |                           | 3:52     |  |
| 6.    | «Para Mi Barrio»                             | Tony Touch y D'Mingo      | 4:25     |  |
| 7.    | «En la Barbería (Skit)»                      |                           | 1:20     |  |
| 8.    | «Superman»                                   |                           | 4:10     |  |
| 9.    | «Masacote»                                   |                           | 3:58     |  |
| 10.   | «El Bueno, El Malo y El Feo»                 | Eddie Dee y Tego Calderón | 4:35     |  |
| 11.   | «Yerba Mala»                                 |                           | 4:02     |  |
| 12.   | «Mi Forma de Tiraera»                        |                           | 4:15     |  |
| 13.   | «5 de Septiembre (Reggaeton Mix)»            |                           | 4:18     |  |
| 14.   | «Para Mi Barrio (Reggaeton Mix)»             | Tony Touch y D'Mingo      | 4:25     |  |
| 15.   | «El Bueno, El Malo y El Feo (Reggaeton Mix)» | Eddie Dee y Tego Calderón | 4:35     |  |
| 57:08 |                                              |                           |          |  |

## Personal
Créditos adaptados de las notas del álbum y material audiovisual.
Músicos
- Vico C – voz, composición, producción ejecutiva

Artistas invitados
- Eddie Dee – voz en "El Bueno, El Malo y El Feo"
- Tego Calderón – voz en "El Bueno, El Malo y El Feo"
- Tony Touch – voz en "Para Mi Barrio"
- D'Mingo – voz en "Para Mi Barrio"

Producción
- Noriega – productor
- Echo – productor
- Luny Tunes – productor
- D'Mingo – productor
- DJ Blass – productor
- Menes – productor
- EMI Latin – sello

## Legado
En Honor a la Verdad representa el momento cumbre de la carrera artística de Vico C, siendo su álbum más reconocido tanto comercial como críticamente. El proyecto demostró que la música urbana latina podía abordar temas profundos y personales sin perder relevancia comercial, estableciendo un precedente para futuras generaciones de artistas urbanos.
El álbum consolidó la reputación de Vico C como el "Filósofo del Rap" y demostró su capacidad para transformar experiencias personales difíciles en arte universal. Su influencia se extiende más allá de la música, sirviendo como testimonio de redención y crecimiento personal.
Las colaboraciones del álbum, especialmente con Tego Calderón y Eddie Dee, ayudaron a establecer el modelo colaborativo que caracterizaría el reguetón en sus años de mayor expansión internacional.

## Contenido audiovisual
El álbum incluyó un DVD documental que muestra el proceso de grabación, entrevistas con el artista y productores, y material personal que contextualiza las canciones. Este material audiovisual proporciona una perspectiva única sobre la creación del álbum y las circunstancias personales que lo inspiraron.

## Certificaciones
| País           | Organismo | Certificación | Ventas   |
| -------------- | --------- | ------------- | -------- |
| Estados Unidos | RIAA      | Platino       | 100,000+ |